# Церква Зіслання Святого Духа (Млинки)
Церква Зіслання Святого Духа в Млинках — парафія і храм греко-католицької громади Золотопотіцького деканату Бучацької єпархії Української греко-католицької церкви в селі Млинки Чортківського району Тернопільської области.

## Історія церкви
Парафія була заснована у 2007 році. Оскільки в селі ніколи не було власного храму, віряни відвідували церкву в сусідній Стінці.
Того ж 2007 року парафіяни УГКЦ спільними зусиллями збудували та освятили каплицю Зіслання Святого Духа, де й проводять богослужіння. Архітектором споруди став Михайло Кулинич, а освятив її тодішній декан отець Василь Бігун. Будівництво відбулося за рахунок пожертв мешканців села.

## Парохи
- о. Володимир Гнилиця (2007—2010),
- о. Андрій Новак (2007—2010),
- о. Михайло Леньковський (з 2010).